# IHeartRadio Music Awards de 2023
O iHeartRadio Music Awards de 2023 foi realizado no Dolby Theatre em Los Angeles, Califórnia, nos Estados Unidos em 27 de março de 2023, e foi transmitido ao vivo pela Fox. Lenny Kravitz apresentou a cerimônia. A premiação celebrou os artistas e canções mais tocadas nas estações e no aplicativo do iHeartRadio ao longo de 2022.

## Apresentações
Os artistas foram anunciados em 7 de março de 2023.
| Artista(s)                                   | Canção(ões) | Apresentado(s) por                 |
| -------------------------------------------- | --- | ---------------------------------- |
| P!nk                                         | "Trustfall" | —                                  |
| Keith Urban                                  | "Brown Eyes Baby" "Somewhere In My Car"                                                                                                | Jordan Davis Madison Beer          |
| Latto                                        | "Big Energy" "Lottery" | TLC                                |
| Pat Benatar Neil Giraldo Kelly Clarkson P!nk | Tributo a P!nk: "Just Like a Pill" (Pat Benatar e Neil Giraldo) "Just Give Me a Reason" (Kelly Clarkson e P!nk) "What About Us" (P!nk) | Brent Smith Barry Kerch Zach Myers |
| Coldplay                                     | "My Universe" | H.E.R.                             |
| Jax                                          | "Victoria's Secret" | Nikki Glaser                       |
| Cody Johnson                                 | "'Till You Can't" | Nikki Glaser                       |
| Muni Long                                    | "Hrs and Hrs" | Nikki Glaser                       |
| Giovannie and the Hired Guns                 | "Ramon Ayala" | Nikki Glaser                       |
| Lenny Kravitz                                | "American Woman" "Fly Away" "Are You Gonna Go My Way"                                                                                  | Damar Hamlin                       |

Notas
1. ↑  Pré-gravado na turnê Music of the Spheres World Tour, no Estádio do Morumbi, em São Paulo, Brasil.

## Vencedores e indicados
O iHeartRadio anunciou os indicados em 11 de janeiro de 2023. Harry Styles, Lizzo e Taylor Swift foram os artistas mais indicados, com oito indicações cada. Drake, Dua Lipa e Jack Harlow receberam seis indicações cada, enquanto Beyoncé e Doja Cat empataram com cinco.
Os vencedores estão listados em primeiro e destacados em negrito.
| Canção do Ano (apresentado por PinkPantheress e Ice Spice) | Artista do Ano (apresentado por Lenny Kravitz) |
| --- | --- |
| - "Anti-Hero" – Taylor Swift - "About Damn Time" – Lizzo - "As It Was" – Harry Styles - "Big Energy" – Latto - "Enemy" – Imagine Dragons - "First Class" – Jack Harlow - "Ghost" – Justin Bieber - "Heat Waves" – Glass Animals - "Industry Baby" – Lil Nas X e Jack Harlow - "Woman" – Doja Cat | - Harry Styles - Beyoncé - Doja Cat - Drake - Dua Lipa - Jack Harlow - Justin Bieber - Lizzo - Taylor Swift - The Weeknd |
| Álbum do Ano (por gênero) | Melhor Dupla/Grupo do Ano |
| - Alternativo: Unlimited Love – Red Hot Chili Peppers - Country: Growin' Up – Luke Combs - Hip-Hop: Her Loss' – Drake e 21 Savage - Pop: Midnights – Taylor Swift - Pop Latino: Un Verano Sin Ti – Bad Bunny - R&B: Renaissance – Beyoncé - Rock: Impera – Ghost | - Imagine Dragons - AJR - Black Eyed Peas - Blackpink - Silk Sonic (Bruno Mars e Anderson .Paak) - Glass Animals - Måneskin - OneRepublic - Parmalee - Red Hot Chili Peppers |
| Melhor Colaboração | Artista Revelação de Pop (apresentado por Nikki Glaser) |
| - "Unholy" – Sam Smith e Kim Petras - "Drunk (And I Don't Wanna Go Home)" – Elle King e Miranda Lambert - "Cold Heart" – Elton John e Dua Lipa - "Half of My Hometown" – Kelsea Ballerini com part. de Kenny Chesney - "I Like You (A Happier Song)" – Post Malone com part. de Doja Cat - "Industry Baby" – Lil Nas X e Jack Harlow - "One Right Now" – Post Malone e The Weeknd - "Sweetest Pie" – Megan Thee Stallion e Dua Lipa - "Wait for U" – Future com part. de Drake e Tems - "You Right" – Doja Cat com part. de The Weeknd | - Jax - Dove Cameron - Gayle - Nicky Youre - Steve Lacy |
| Artista de Country do Ano | Canção de Country do Ano (apresentado por Vella Lovell e Joel McHale) |
| - Morgan Wallen - Carrie Underwood - Jason Aldean - Kane Brown - Luke Combs | - "She Had Me At Heads Carolina" – Cole Swindell - "Buy Dirt" – Jordan Davis com part. de Luke Bryan - "Half of My Hometown" – Kelsea Ballerini com part. de Kenny Chesney - "The Kind of Love We Make" – Luke Combs - "Wasted on You" – Morgan Wallen |
| Artista Revelação de Country (apresentado por Nikki Glaser) | Artista de Afrobeats do Ano |
| - Cody Johnson - Bailey Zimmerman - Elle King - Elvie Shane - Priscilla Block | - Tems - Wizkid - Burna Boy - CKay - Fireboy DML |
| Artista de Hip-Hop do Ano | Canção de Hip-Hop do Ano |
| - Drake - Future - Kodak Black - Lil Baby - Moneybagg Yo | - "Wait for U" – Future com part. de Drake e Tems - "F.N.F. (Let's Go)" – Hitkidd e GloRilla - "First Class" – Jack Harlow - "Girls Want Girls" – Drake com part. de Lil Baby - "Super Gremlin" – Kodak Black |
| Artista Revelação de Hip-Hop | Artista de R&B do Ano |
| - GloRilla - Latto - B-Lovee - Nardo Wick - SleazyWorld Go | - SZA - Blxst - Silk Sonic (Bruno Mars e Anderson .Paak) - Muni Long - Yung Bleu |
| Canção de R&B do Ano | Artista Revelação de R&B (apresentado por Nikki Glaser) |
| - "I Hate U" – SZA - "Break My Soul" – Beyoncé - "Free Mind" – Tems - "Hrs and Hrs" – Muni Long - "Smokin out the Window" – Silk Sonic (Bruno Mars e Anderson .Paak) | - Muni Long - Blxst - Brent Faiyaz - Steve Lacy - Tems |
| Artista Alternativo do Ano | Canção Alternativa do Ano |
| - Red Hot Chili Peppers - Imagine Dragons - Måneskin - Twenty One Pilots - Weezer | - "Enemy (from the series Arcane League of Legends)" – Imagine Dragons - "Black Summer" – Red Hot Chili Peppers - "Edging" – Blink-182 - "Heat Waves" – Glass Animals - "Running Up That Hill (A Deal With God)" – Kate Bush |
| Artista de Rock do Ano | Canção de Rock do Ano |
| - Papa Roach - Ghost - Red Hot Chili Peppers - Shinedown - Three Days Grace | - "Black Summer" – Red Hot Chili Peppers - "Patient Number 9" – Ozzy Osbourne com part. de Jeff Beck - "Planet Zero" – Shinedown - "So Called Life" – Three Days Grace - "Taking Me Back" – Jack White |
| Artista Revelação de Alternativo e Rock (apresentado por Nikki Glaser) | Artista de Dance do Ano |
| - Giovannie and the Hired Guns - Beach Weather - BoyWithUke - Turnstile - Wet Leg | - Anabel Englund - Joel Corry - Sofi Tukker - Swedish House Mafia - Tiësto |
| Canção de Dance do Ano | Artista de Pop Latino/Reggaeton do Ano |
| - "I'm Good (Blue)" – David Guetta e Bebe Rexha - "Cold Heart" – Elton John e Dua Lipa - "Escape" – KX5, Kaskade, Deadmau5 com part. de Hayla - "Heaven Takes You Home" – Swedish House Mafia e Connie Constance - "Hot in It" – Tiësto e Charli XCX | - Bad Bunny - Daddy Yankee - Farruko - Karol G - Rauw Alejandro |
| Canção de Pop Latino/Reggaeton do Ano (apresentado por Nicole Scherzinger) | Artista Regional Mexicano do Ano |
| - "Mamiii" – Becky G e Karol G - "El Incomprendido" – Farruko, Víctor Cárdenas e DJ Adoni - "Me Porto Bonito" – Bad Bunny com part. de Chencho Corleone - "Moscow Mule" – Bad Bunny - "Provenza" – Karol G | - Grupo Firme - Calibre 50 - Christian Nodal - El Fantasma - La Adictiva |
| Canção Regional Mexicana do Ano | Revelação de Música Latina |
| - "Cómo Te Olvido" – La Arrolladora Banda El Limón de René Camacho - "Cada Quien" – Grupo Firme com part. de Maluma - "Si Te Pudiera Mentir" – Calibre 50 - "Ya Solo Eres Mi Ex" – La Adictiva - "Ya Supérame" – Grupo Firme | - Kali Uchis - Blessd - Quevedo - Ryan Castro - Venesti |
| Melhor Letra | Melhor Videoclipe |
| - "Anti-Hero" – Taylor Swift - "About Damn Time" – Lizzo - "ABCDEFU" – Gayle - "Buy Dirt" – Jordan Davis com part. de Luke Bryan - "Glimpse of Us" – Joji - "Lift Me Up" – Rihanna - "N95" – Kendrick Lamar - "Pushin P" – Gunna e Future com part. de Young Thug - "Super Freaky Girl" – Nicki Minaj - "Wasted on You" – Morgan Wallen - "We Don't Talk About Bruno" – Lin-Manuel Miranda interpretada pelo elenco de Encanto | - "Yet To Come" – BTS - "Anti-Hero" – Taylor Swift - "As It Was" – Harry Styles - "Calm Down" – Rema e Selena Gomez - "Don't Be Shy" – Tiësto e Karol G - "Don't You Worry" – Black Eyed Peas, Shakira e David Guetta - "Envolver" – Anitta - "Left and Right" – Charlie Puth com part. de Jungkook do BTS - "Pink Venom" – Blackpink - "Tití Me Preguntó" – Bad Bunny |
| Melhores Fãs | Prêmio Estrela Social |
| - BTSArmy – BTS - Barbz – Nicki Minaj - Beliebers – Justin Bieber - Beyhive – Beyoncé - Blinks – Blackpink - Harries – Harry Styles - Hotties – Megan Thee Stallion - Louies – Louis Tomlinson - RihannaNavy – Rihanna - Rushers – Big Time Rush - Selenators – Selena Gomez - Swifties – Taylor Swift | - Jvke - Bailey Zimmerman - Charli D'Amelio - Em Beihold - Gayle - GloRilla - Lauren Spencer-Smith - Yung Gravy |
| Fotógrafo de Turnê Favorito | Estilo de Turnê Favorito |
| - Harry Styles – Lloyd Wakefield - Bad Bunny – Siempreric - Demi Lovato – Angelo Kritikos - Dua Lipa – Elizabeth Miranda - Halsey – Yasi - Louis Tomlinson – Joshua Halling - Luke Combs – David Bergman - Machine Gun Kelly – Sam Cahill - Olivia Rodrigo – Donslens - Post Malone – Adam DeGross - Twenty One Pilots - Ashley Osborn - Yungblud – Tom Pallant | - Harry Styles - Bad Bunny - Carrie Underwood - Dua Lipa - Elton John - Lady Gaga - Lil Nas X - Lizzo - Machine Gun Kelly - Olivia Rodrigo - Rosalía - The Weeknd |
| Turnê do Ano (apresentado por H.E.R.) | Residência Favorita |
| Music of the Spheres World Tour – Coldplay | - Love On Tour – Harry Styles - An Evening with Silk Sonic – Silk Sonic (Bruno Mars e Anderson .Paak) - Enigma + Jazz e Piano – Lady Gaga - Let's Go! – Shania Twain - Love in Las Vegas – John Legend - Play – Katy Perry - Reflection: The Las Vegas Residency – Carrie Underwood - My Way: The Las Vegas Residency - Usher - Weekends with Adele – Adele            |
| Canção do TikTok do Ano | Prêmio iHeartRadio Titanium |
| - "Bejeweled" – Taylor Swift - "About Damn Time" – Lizzo - "As It Was" – Harry Styles - "Bad Habit" – Steve Lacy - "Big Energy" – Latto - "Cuff It" – Beyoncé - "Envolver" – Anitta - "Just Wanna Rock" – Lil Uzi Vert - "Made You Look" – Meghan Trainor - "Super Freaky Girl" – Nicki Minaj - "Unholy" – Sam Smith e Kim Petras - "World's Smallest Violin" – AJR | - "Woman" – Doja Cat - "Shivers" – Ed Sheeran - "First Class" – Jack Harlow' - "Big Energy" – Latto - "Essence" – Wizkid e Tems |
| Uso Favorito de um Sample | Documentário Favorito |
| - "Question...?" de Taylor Swift – sample de "Out of the Woods" de Taylor Swift - "Betty (Get Money)" de Yung Gravy – sample de "Never Gonna Give You Up" de Rick Astley - "Big Energy" de Latto – sample de "Fantasy" de Mariah Carey - "Break Up Twice" de Lizzo – sample de "Doo Wop (That Thing)" de Lauryn Hill - "First Class" de Jack Harlow – sample de "Glamorous" de Fergie - "I'm Good (Blue)" de David Guetta e Bebe Rexha – sample de "Blue (Da Ba Dee)" de Eiffel 65 - "Pink Venom" de Blackpink – sample de "P.I.M.P." de 50 Cent, "Pon de Replay" de Rihanna, e "Kick in the Door" de Biggie - "Staying Alive" de DJ Khaled e Drake – sample de "Stayin' Alive" de Bee Gees - "Super Freaky Girl" de Nicki Minaj – sample de "Super Freak" de Rick James - "Summer Renaissance" de Beyoncé – sample de "I Feel Love" de Donna Summer - "Treat Me" de Chlöe – sample de "Ms. New Booty" de Bubba Sparxxx e Ying Yang Twins - "Vegas" de Doja Cat – sample de "Hound Dog" de Shonka Dukureh | - Selena Gomez: My Mind & Me – Selena Gomez - Halftime – Jennifer Lopez - Life in Pink – Machine Gun Kelly - Love, Lizzo – Lizzo - Niall Horan's Homecoming: The Road to Mullingar with Lewis Capaldi – Niall Horan e Lewis Capaldi - Shania Twain: Not Just a Girl – Shania Twain - Sheryl – Sheryl Crow - Untrapped: The Story of Lil Baby – Lil Baby                |
| Prêmio iHeartRadio Inovador (apresentado por Phoebe Bridgers) | Prêmio iHeartRadio Ícone (apresentado por Kelly Clarkson) |
| Taylor Swift | Pink |
| Artista Mais Tocado do Ano (apresentado por Zach Braff e Donald Faison) | |
| Doja Cat | |

Notas
1. ↑  Cançôes que foram tocadas mais de 1 bilhão de vezes nas estações de rádio da iHeartRadio.